# Mike Shank
Michael Shank (Columbus, 22 de setembro de 1966), mais conhecido por Mike Shank, é um ex-automobilista estadunidense e o atual proprietário da equipe Meyer Shank Racing, que atualmente compete na IndyCar Series e no IMSA WeatherTech SportsCar Championship. Shank começou sua carreira profissional em 1989, ganhando o prêmio SCCA de piloto novato da Região do Vale de Ohio. Também ganhou o Campeonato de 1996 Player’s/Toyota Atlantic. Antes de deixar a condução para se concentrar em sua equipe, ele participou como piloto em 1997 na corrida Las Vegas 500K da temporada da Indy Racing League de 1996–97 em Las Vegas Motor Speedway.